# Interstate 69
Interstate 69 (I-69) é uma rodovia interestadual nos Estados Unidos que passa atualmente por Texas, Mississippi, Tennessee, Kentucky, Indiana e Michigan. A rodovia consiste atualmente em 10 segmentos não ligados, com um segmento original contínuo de Indianápolis, Indiana, para nordeste, até à fronteira com o Canadá em Port Huron, Michigan, com 572,6 km (355,8 milhas). Os restantes segmentos separados são seções concluídas e afixadas ou não afixadas de uma extensão para sudoeste até à fronteira com o México, no Texas. Desta extensão - apelidada de NAFTA superhighway, porque ajudaria o comércio com o Canadá e o México, impulsionado pelo Tratado Norte-Americano de Livre-Comércio (NAFTA) - foram construídos ou melhorados sete partes em Laredo, Texas; Pharr, Texas; Brownsville, Texas; Corpus Christi, Texas; Houston, Texas; noroeste do Mississippi; e Memphis, Tennessee, e sinalizados como I-69. O Indiana está atualmente trabalhando num quinto segmento que estenderá a I-69 por todo o estado, enquanto um sexto segmento da I-69 através do Kentucky, utilizando o sistema de vias rápidas existente nesse estado e uma seção da I-24, foi estabelecido por legislação federal em 2008, tendo sido melhorados vários outros segmentos de vias rápidas desde então. Isto eleva o comprimento total para cerca de 1.420 km (880 milhas).
A extensão proposta evoluiu a partir da combinação dos Corredores 18 e 20 do National Highway System, tal como designado no Intermodal Surface Transportation Efficiency Act (ISTEA), mas o corredor reconhecido a nível federal também inclui infraestruturas de ligação e existentes, incluindo a I-94 entre Chicago, Illinois, e Port Huron, Michigan, e vários ramais da I-69. Entre estes ramais propostos contam-se uma extensão da I-530 a partir de Pine Bluff, Arkansas; uma atualização da U.S. Route 59 (US 59) a partir de Texarkana, Texas, sendo designada como Interstate 369; e uma divisão no sul do Texas (I-69E, I-69C, e I-69W) para servir três postos fronteiriços em Brownsville, Pharr e Laredo.
Em agosto de 2007, a I-69 foi selecionada pela US Department of Transportation (USDOT) como um dos seis Corredores do Futuro, tornando-a elegível para financiamento federal adicional e para um planeamento e revisão simplificados. Desde então, este financiamento foi retido, levando alguns estados a suspender a conclusão de todo o percurso até que o financiamento federal seja restabelecido. Não existe um calendário estimado para a conclusão de todo o trajeto da I-69.